# Security-Widefield
Security-Widefield é uma Região censo-designada localizada no estado americano do Colorado, no Condado de El Paso.

## Demografia
Segundo o censo americano de 2000, a sua população era de 29.845 habitantes.

## Geografia
De acordo com o United States Census Bureau tem uma área de 38,9 km², dos quais 37,6 km² cobertos por terra e 1,3 km² cobertos por água.

## Localidades na vizinhança
O diagrama seguinte representa as localidades num raio de 24 km ao redor de Security-Widefield.